# Demos Magyarország
A DEMOS Magyarország Alapítvány egy agytröszt, amelynek célja, hogy a politikai döntéshozók számára tudományos háttérkutatást végezzen, illetve hogy gondolatébresztő megközelítésekkel formálja a magyar közbeszédet a társadalmat érintő fontosabb kérdésekben.

## Alapítás
A DEMOS Magyarország Alapítvány 2005-ben jött létre. Az alapítvány képviselő és kezelő szerve a Kuratórium, melynek elnöke Dessewffy Tibor. Az alapítvány magát pártoktól függetlennek tekinti, főbb ideológiai irányvonalát tekintve azonban nyíltan a haladó baloldalhoz csatlakozik.

## Küldetés
A DEMOS Magyarország Alapítvány célja, hogy a tudományos élet és a politikai döntéshozók között hídszerepet betöltve a jelen társadalmi, gazdasági és politikai viszonyaihoz illeszkedő új módszereket, közpolitikai megoldásokat dolgozzon ki. Új témák felkarolásával, friss gondolatokkal és gyakorlatba átültethető ajánlásokkal élénkíti a közgondolkodást és a közpolitikai döntéshozatalt, ezáltal hozzájárulva olyan struktúrák és intézmények kialakításához, amelyek képesek megfelelni a megváltozott világ kihívásainak.
A DEMOS Magyarország egyaránt végez kutatásokat felkérésre és saját problémafelvetés alapján, melyek tartalma és eredményei rendszerint a honlapjáról ingyenesen letölthetők.

## Feladatok, tevékenységek
A DEMOS Magyarország tevékenységei 4 főbb téma köré csoportosulnak:
1. A közgondolkodás megváltoztatása, a pesszimizmus kultúrájának háttérbeszorítása, a civil szféra erősítése, a társadalom felelősségi viszonyainak újragondolása.
2. Magyarország versenyképességének növelése a globalizálódó világban, az objektív életkörülményeket és a szubjektív életminőséget javító lehetőségek kutatásán keresztül.
3. A hatékonyabb, igazságosabb és átláthatóbb szolgáltatásokat nyújtó állami intézményrendszer kialakításának segítése és gyorsítása.
4. Új utak közvetítése a nemzetközi baloldali gondolkodásban.

Mindezen céljait kutatásokon és elemzéseken túl kerekasztalok és konferenciák szervezésével, tanulmányfüzetek és könyvek kiadásával, továbbá intenzív internetes jelenléttel igyekszik megvalósítani.
Nemzetközi kapcsolatok
A DEMOS Magyarország szoros kapcsolatot ápol a londoni DEMOS UK brit agytröszttel, továbbá rendszeresen részt vesz a londoni Policy Network által koordinált nemzetközi haladó baloldali agytröszthálózat tevékenységében. Tagja és magyarországi támogatója továbbá az ENSZ Global Compact programjának. Rendezvényein számos neves külföldi gondolkodó és szakértő vesz részt, többek között: Anthony Giddens szociológus, a London School of Economics volt igazgatója; Matthias Platzeck Brandenburg tartomány miniszterelnöke; Patrick Diamond a Policy Network igazgatója.

## Fontosabb tanulmányok és rendezvények
- Miért utálják a politikát Magyarországon? (2005 október)
- Budapest, a kreatív város – A lehetőségek kapujában (2006 április)
- „Több mint üzlet” konferencia az állam és a vállalkozások társadalmi felelősségvállalásának kapcsolatáról (2006. május 26.; Budapest, A38 Állóhajó, Petőfi-híd budai hídfő)
- Gyermekszegénység programok (2006. október 6.; Budapest, Európai Ifjúsági Központ, 1024 Budapest, Zivatar u. 1-3)
- „Az állam értünk van I, II” konferencia a program alapú költségvetés reformjáról (2007. március 29.; Merlin Színház, Budapest, V. ker. Gerlóczy utca 4.)
- Túl a magyar ugaron – az integrált vidékfejlesztés lehetőségei Magyarországon (2007. április 20.; Közép-Európai Egyetem, Budapest, V. ker. Nádor utca 9.)
- A kínai kapcsolat – konferencia a rohamosan fejlődő Kínáról (2007. május 8.; Millenáris, Teátrum épület, II. Fény utca 20-22.)
- „Hétköznapi globalizáció” konferencia (2007. szeptember 12.; Novotel Budapest Centrum Hotel, Rákóczi út 43-45.)
- Az egészség, befektetés - Az egészségi állapot hatása a gazdasági teljesítőképességre és az életminőségre (2007. október)
- „ A kicsi is szép” – Társadalmi párbeszéd az energiáról; A DEMOS Magyarország és a Shell Hungary Zrt. konferenciája

(2007. november 7.; WestEnd Hilton, 1069 Budapest, Váci út 1-3.)
- Kisebbségi kormányzás Magyarországon és Európában (2008 január)
- Úton a digitális kori kormányzás felé (2008. március 20.; Közép-Európai Egyetem, Budapest V., Nádor utca 9-11.)
- Etika és Egészségpolitika (2008. június)
- Magyar Fitnesz – ki tehet az ország boldogtalanságáról? (2008. július)

## Fontosabb kiadványok
- Magyarország Stratégiai Audit 2005
- Debrecen Stratégiai Audit 2006
- Magyarország Stratégiai Audit 2007
- Progresszív politika, 2006. tavasz – Haladó kormányzás, haladó politika
- Progresszív politika, 2006. ősz – Média és politika
- Progresszív politika 2007. tavasz-ősz – Az európai szociális modell
- Progresszív politika 2008. tavasz-nyár – A társadalmi értékek és gazdasági fejlődés

## A DEMOS-könyvek sorozatban megjelent
- Gyurcsány Ferenc: Útközben
- Anthony Giddens: Elszabadult világ
- George Lakoff: Ne gondolj az elefántra
- Manuel Castells: A tudás világa
- Mark Leonard: Miért Európa diktálja a lépést a XXI. században?
- Anthony Giddens és Patrick Diamond (szerk.): Írások az egyenlőtlenségről, az egyenlősdiről és az új egyenlőségről
- Matt Browne és Patrick Diamond (szerk.): Mérlegen a jelenkori szociáldemokrácia
- James Surowiecki: A tömegek bölcsessége
- Anthony Giddens: Ön jön, Mr. Brown
- Joe Klein: Az elveszett politika - Hogyan trivializálták az amerikai demokráciát azok, akik hülyének nézik az embert?
- Alberto Alesina és Francesco Giavazzi: Európa jövője – reform vagy hanyatlás
- Dessewffy Tibor, Sebők Miklós (szerk.): Bevezetés a jövőbe